# Bent Stubkjær Pedersen
Bent Stubkjær Pedersen (født 29. september 1953 i Grindsted) er en dansk erhvervsmand og politiker som var medlem af Folketinget for Centrum-Demokraterne fra 1981 til 1984. Han omtales også som Bent Stubkjær.
Pedersen blev født i Grindsted som søn af landmand Laurits Pedersen og hustru Martha Stubkjær Pedersen. Han gik i skole i Morsbøl, lidt udenfor Grindsted, 1960-1965 og i Grindsted 1965-1969 og på Sommersted Ungdomsskole i 1970. Fra 1974 til 1978 gik han på teknisk skole og handelsskole i Vejle. Han arbejdede som snedker i 1975 og var reklamekonsulent med eget reklamebureau 1976-1980. Fra 1980 var han salgschef i VM International Flagstangsindustri.
Pedersen var medlem af amtsbestyrelsen for Centrum-Demokraterne i Vejle Amt 1974-1980 og formand for afdelingen i Vejle 1976-1979. Fra 1979 til 1980 var han medlem af partiets landsråd og af landsstyrelsen i 1980. Han var med til at stifte foreningen Aktive Lyttere og Seere i 1976.
I 1977 blev han folketigskandidat for Centrum-Demokraterne i Grindstedkredsen. Han blev valgt til Folketinget ved folketingsvalget 1981, men opnåede ikke genvalg ved folketingsvalget 1984.
Han har siden 2009 været direktør i og medejer af Best Energy som opstiller vindmøller. Han er også direktør i og har og har haft bestyrelsesposter i række selskaber hovedsageligt inden for energibranchen.
Bent Stubkjær er kasserer i Foreningen for Forhenværende Folketingsmedlemmer.